# Ax Battler: A Legend of Golden Axe
Ax Battler: A Legend of Golden Axe es un videojuego de acción y aventura spin-off de la serie Golden Axe. El juego fue lanzado en la Sega Game Gear en 1991.
El protagonista es Ax Battler, el personaje bárbaro masculino del juego original Golden Axe. El villano principal de la serie, Death Adder, está asediando al mundo entero. Consigue robar la Golden Axe, un arma mágica que le otorga a su poseedor un poder inimaginable, de su escondite en el castillo Firewood. Para evitar que Death Adder utilice sus poderes para destruir el mundo, el rey del castillo Firewood recurre a la ayuda de su guerrero más fuerte: Ax Battler. Durante su viaje, Ax Battler deberá luchar a través de los siguientes lugares: The Spooky Cave, Peninsula Tower, Turtle's Back, Death Pyramid, Evil Cave, Maze Wood, Gayn Mountain, Eagle's Back, Ice Cliffs, y el castillo de Death Adder.

## Jugabilidad
A diferencia de los juegos originales beat 'em up de desplazamiento lateral de Golden Axe, Ax Battler se divide en tres secciones de jugabilidad diferentes:
- Mapa: un modo que muestra al personaje del jugador en un mundo con vista de pájaro mientras se mueve por la naturaleza. Los enemigos atacarán de forma aleatoria, provocando que el juego cambie a una pantalla de acción.
- Pueblo: tiene una apariencia similar al modo mapa, excepto que este modo muestra las acciones del jugador en un pueblo. La diferencia principal es la capacidad de hablar con los NPC y visitar tiendas.
- Acción: el juego cambiará a una pantalla de acción cuando el jugador se encuentre con un enemigo o entre a un lugar especial. Este es un entorno del tipo beat 'em up/plataformero de desplazamiento lateral.

Ax Battler podrá recolectar pociones que podrá usar para sus ataques mágicos o como dinero en los pueblos. También puede aprender ataques nuevos en las casas de entrenamiento.
Las contraseñas se pueden obtener en los pueblos como un sistema de «guardado».

## Recepción
El juego es notorio debido a sus similitudes con Zelda II: The Adventure of Link. Zero escribió que Ax Battler expandió exitosamente la premisa de los juegos originales y lo llamó un «ganador asegurado», calificándolo con un 87%. Sin embargo, Mean Machines llamó al aspecto beat'em up del juego «extremadamente pobre» y llamó a la búsqueda «obtusa y poco inspirada». Calificando al juego un 39%, compararon jugar a Ax Battler con saltar de un precipicio – escribiendo que «una partida es más que suficiente, y no es recomendada para nada».